# Yuki Yamaguchi (basket-ball)

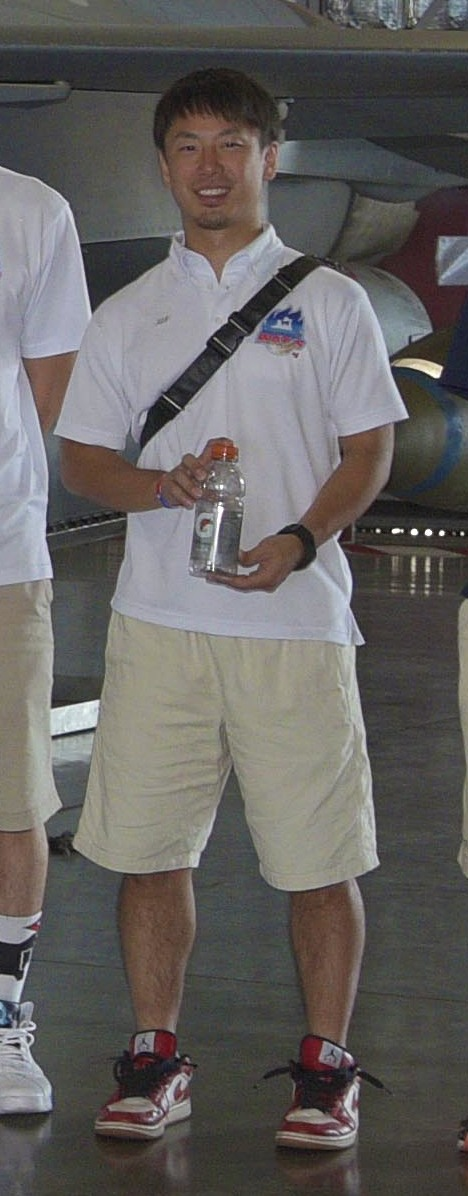

Yuki Yamaguchi (山口祐希, Yamaguchi Yūki), né le 25 novembre 1986 à Tokyo, est un joueur japonais de basket-ball.

## Statistiques

### Universitaires
| Année   | Équipe              | Matches | Titul. | Min./m. | %tir | %3pts | %l-f | rbds/m. | pass/m. | int/m. | ctr/m. | pts/m. |
| ------- | ------------------- | ------- | ------ | ------- | ---- | ----- | ---- | ------- | ------- | ------ | ------ | ------ |
| 2009-10 | Université Pfeiffer | 27      | 16     | 12.1    | .350 | .409  | .806 | 0.4     | 1.6     | 0.5    | 0      | 2.2    |
| 2010-11 | Université Pfeiffer | 28      | 8      | 21.4    | .423 | .395  | .800 | 1.6     | 2.4     | 0.37   | 0      | 3.9    |

| Année   | Équipe    | Matches | Titul. | Min./m. | %tir | %3pts | %l-f  | rbds/m. | pass/m. | int/m. | ctr/m. | pts/m. |
| ------- | --------- | ------- | ------ | ------- | ---- | ----- | ----- | ------- | ------- | ------ | ------ | ------ |
| 2011-12 | Hamamatsu | 39      | 1      | 7.7     | 40.0 | 48.1  | 70.0  | 0.8     | 1.2     | 0.3    | 0      | 1.6    |
| 2012-13 | Akita     | 27      | 3      | 7.9     | 36.1 | 36.4  | 72.7  | 0.8     | 0.7     | 0.3    | 0      | 1.6    |
| 2013-14 | Aomori    | 43      | 5      | 11.2    | 21.4 | 23.4  | 76.9  | 1.0     | 1.2     | 0.3    | 0      | 1.9    |
| 2014-15 | Aomori    | 48      | 1      | 14.3    | 33.2 | 30.8  | 80.0  | 1.5     | 1.6     | 0.5    | 0.0    | 4.3    |
| 2015-16 | Aomori    | 47      | 19     | 23.7    | 35.3 | 28.0  | 70.3  | 2.0     | 2.1     | 0.7    | 0.5    | 3.9    |
| 2016-17 | Ibaraki   | 54      | 14     | 16.2    | .370 | .194  | .731  | 1.7     | 1.2     | 0.5    | 0.0    | 2.4    |
| 2017-18 | Ibaraki   | 58      | 3      | 9.9     | .311 | .179  | .722  | 0.7     | 0.9     | 0.3    | 0.0    | 1.5    |
| 2018-19 | Niigata   | 22      |        | 1.9     | .250 | .000  | .750  | 0.1     | 0.2     | 0.0    | 0.0    | 0.2    |
| 2019-20 | Toyama    | 20      |        | 6.5     | .438 | .222  | 1.000 | 0.6     | 0.5     | 0.2    | 0.0    | 0.9    |

### Playoffs
| Année   | Équipe    | Matches | Titul. | Min./m. | %tir | %3pts | %l-f | rbds/m. | pass/m. | int/m. | ctr/m. | pts/m. |
| ------- | --------- | ------- | ------ | ------- | ---- | ----- | ---- | ------- | ------- | ------ | ------ | ------ |
| 2011-12 | Hamamatsu | 1       |        | 2.0     | .000 | .000  | .000 | 0.0     | 0.0     | 1.0    | 0.0    | 0.0    |
| 2015-16 | Aomori    | 1       |        | 24.00   | .600 | 1.000 | .000 | 2.0     | 2.0     | 0.5    | 0      | 9.0    |

### Early Cup Games
| Année   | Équipe  | Matches | Titul. | Min./m. | %tir  | %3pts | %l-f | rbds/m. | pass/m. | int/m. | ctr/m. | pts/m. |
| ------- | ------- | ------- | ------ | ------- | ----- | ----- | ---- | ------- | ------- | ------ | ------ | ------ |
| 2018-19 | Niigata | 1       |        | 0.52    | 1.000 | .000  | .000 | 0.0     | 1.0     | 1.0    | 0.0    | 2.0    |

## Palmarès

### Distinctions personnelles
- National Association of Basketball Coaches (NABC) Honors  Court[2]
- 2x  Region IX assists leader, 2007-09
- Free Throw Percentage School Record, 94-105  (89.5%), 2007-09 [3]